# Zawale (Pogórze Rożnowskie)
Zawale – wzniesienie na Pogórzu Rożnowskim o wysokości 518 m n.p.m., stanowiące południowo-zachodnie ramię Kobylnicy Zachodniej (579 m n.p.m.)
Wznosi się górując nad doliną Jelnianki, na północ od Jelnej, na wschód od Siennej oraz Jeziora Rożnowskiego i na południe od Lipia.
Wzniesienie rozciągnięte na osi wschód-zachód jest dobrym punktem widokowym na stronę zachodnią, w tym na Jezioro Rożnowskie oraz Pasmo Łososińskie. Jest spłaszczone, a jego stoki mają kształt wypukło-wklęsły i w znacznej części są zajęte przez osuwiska.
Wschodnimi stokami przeprowadzony jest  czerwony szlak pieszy z Bartkowej do Nowego Sącza.